# Labienus elisae
Labienus elisae es una especie de coleóptero de la familia Passalidae.

## Distribución geográfica
Habita en Ambon (Indonesia).